# Francisco Pacheco del Río

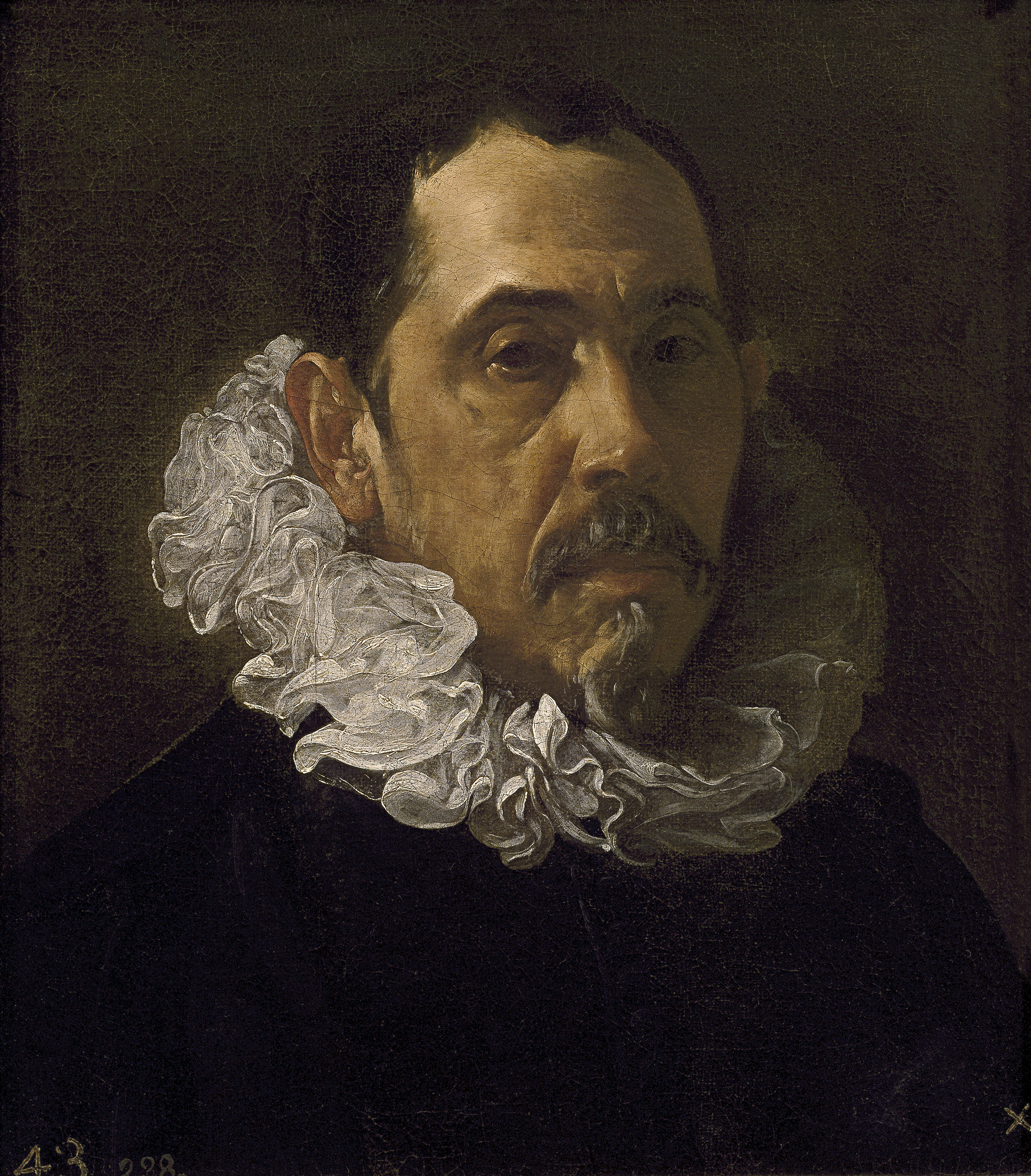
Retrato de Francisco Pacheco (1622) por Diego Velázquez.

Francisco Pacheco del Río (nascido em 3 de novembro de 1564 - 27 de novembro de 1644) foi um pintor espanhol, mais conhecido como professor e sogro de Diego Velázquez e Alonzo Cano, e por seu livro didático sobre pintura, intitulado Arte da pintura, que é uma fonte importante para o estudo da prática do século XVII na Espanha. Ele é descrito por alguns como o Vasari de Sevilha: vocal e didático sobre suas teorias de pintura e pensamentos sobre pintores, convencional e sem inspiração em suas execuções.
Ele nasceu em Sanlúcar de Barrameda, filho de Juan Pérez e sua esposa Leonor del Río, e se mudou para Sevilha ainda jovem. Foi aluno de Luis Fernandez e aprendeu muito copiando obras de mestres italianos. Ele visitou Madri e Toledo em 1611, estudando a obra de El Greco, depois retornou a Sevilha e abriu uma escola de arte. Casou-se com uma filha de Miranda e teve uma filha, Juana Pacheco (1º de junho de 1602 - 10 de agosto de 1660)
A escola de Pacheco enfatizava a representação academicamente correta de temas religiosos, principalmente porque ele era o censor oficial da Inquisição de Sevilha. Seu próprio trabalho reflete essas restrições; pinturas como o Juízo Final (convento de Santa Isabel) e Mártires de Granada são monumentais em escala, mas sem imaginação no tratamento.
Embora Velázquez tenha sido aluno da escola de Pacheco por seis anos e tenha se casado com a filha de Pacheco, Juana, em 23 de abril de 1618, não há nenhum vestígio da influência de Pacheco na obra de Velázquez, a não ser nos padrões de decoro, como as representações da Imaculada Conceição.
Além do material sobre iconografia, materiais e técnica, a Arte de la pintura (1649) de Pacheco inclui informações biográficas valiosas sobre os pintores espanhóis da época.

## Galeria

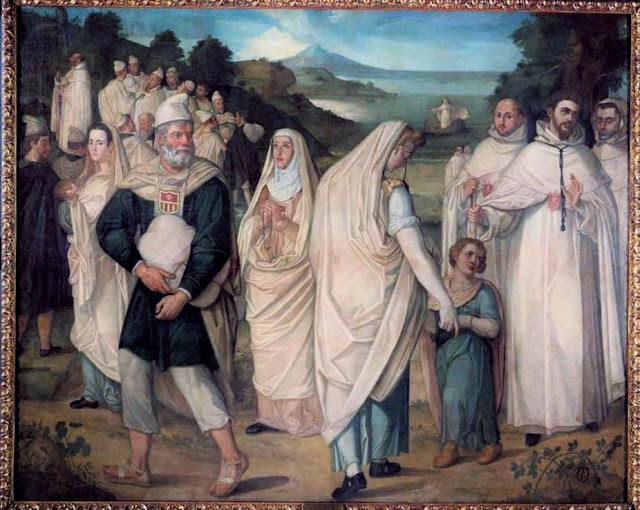
Mercedarians Ransoming Christian Captives (1600)
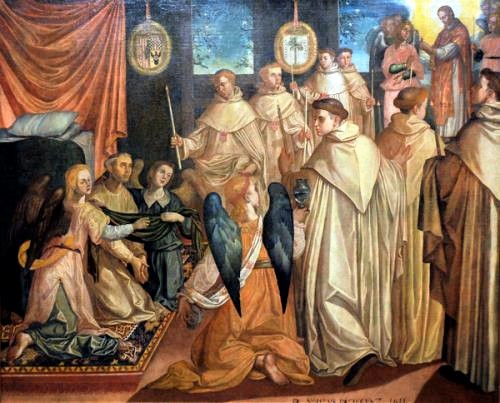
Last Communion of St. Raymond Nonnatus (1611)
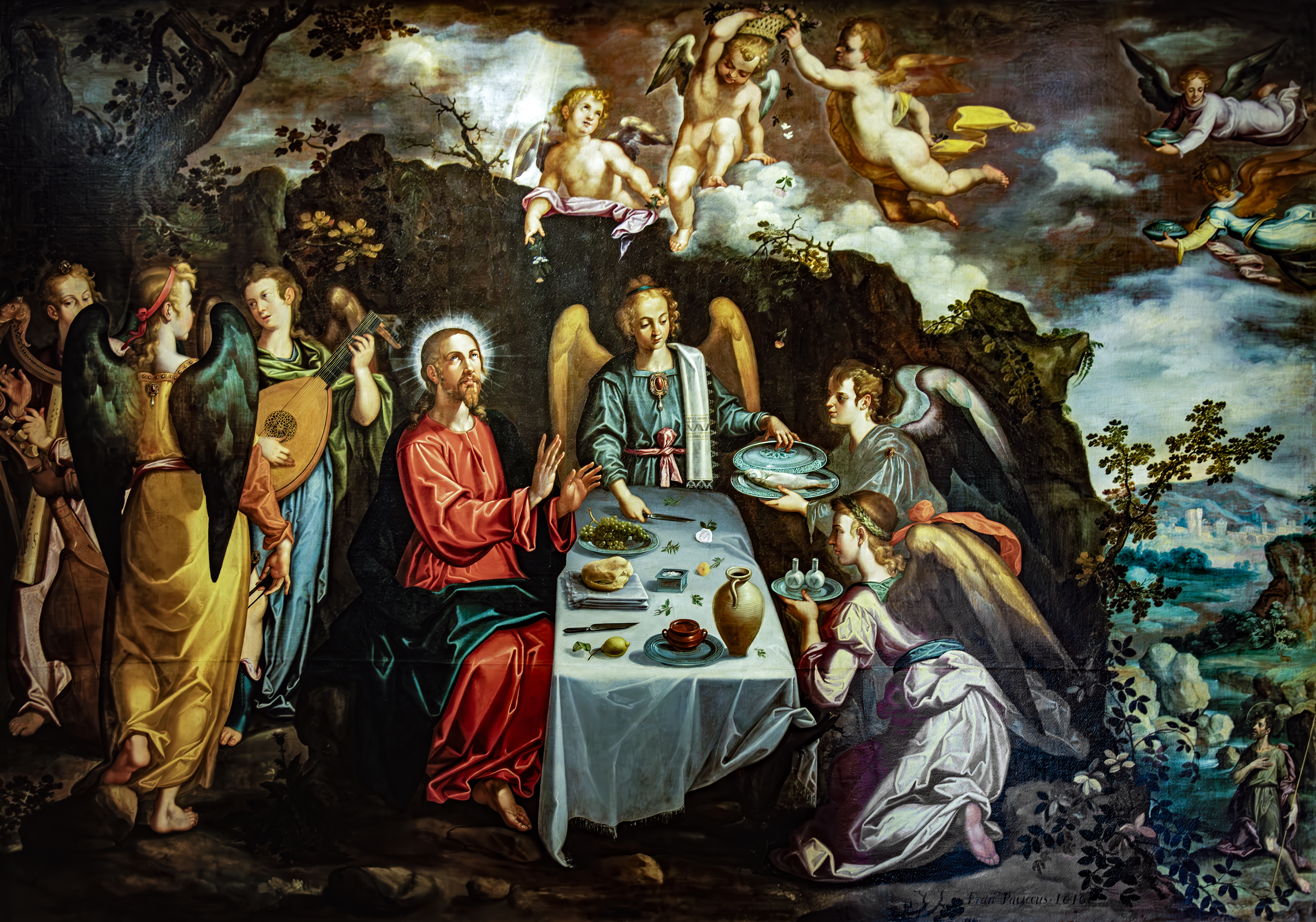
Christ served by angels in the desert (1616)
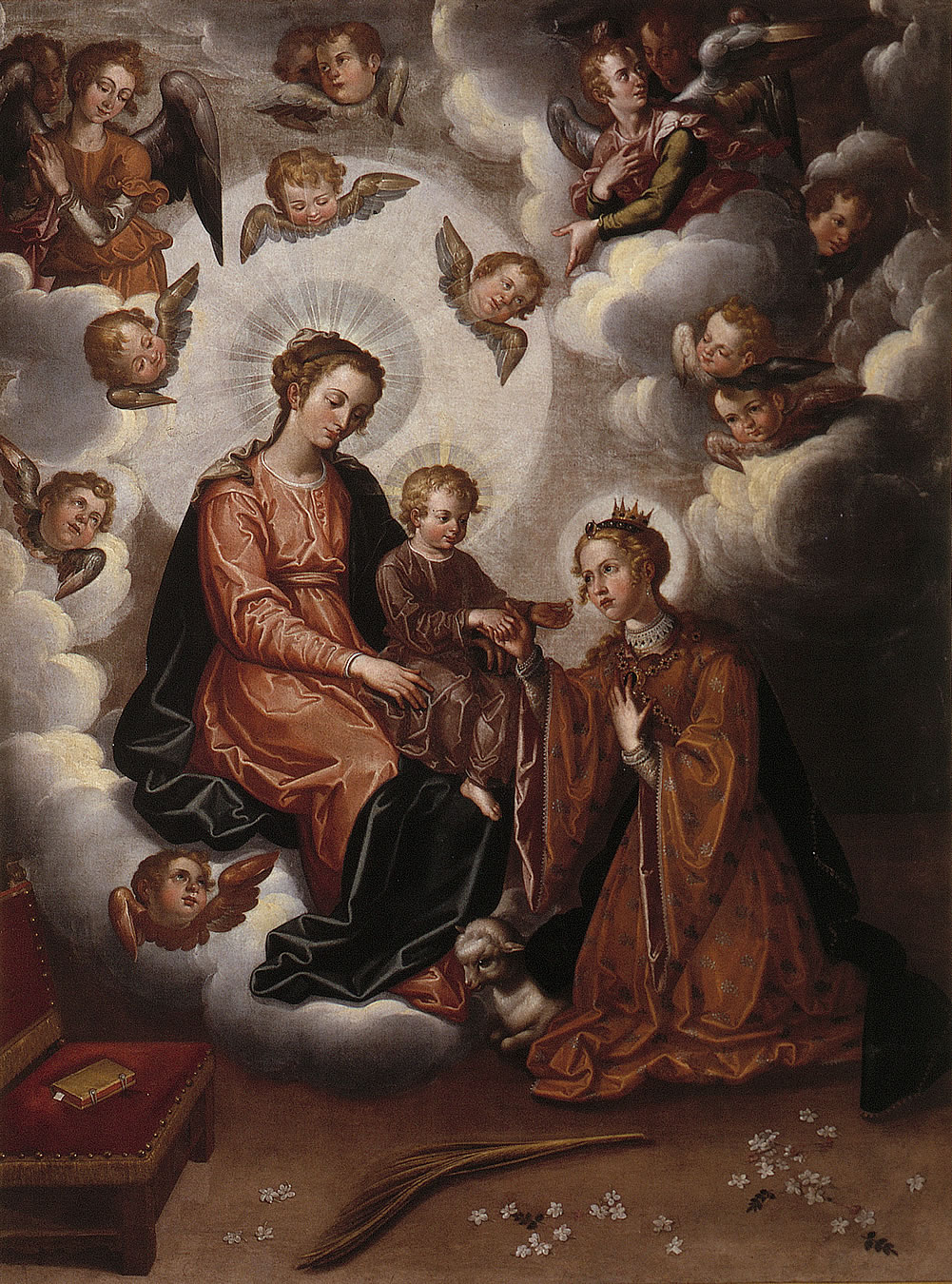
Mystic Marriage of Saint Agnes (1628)
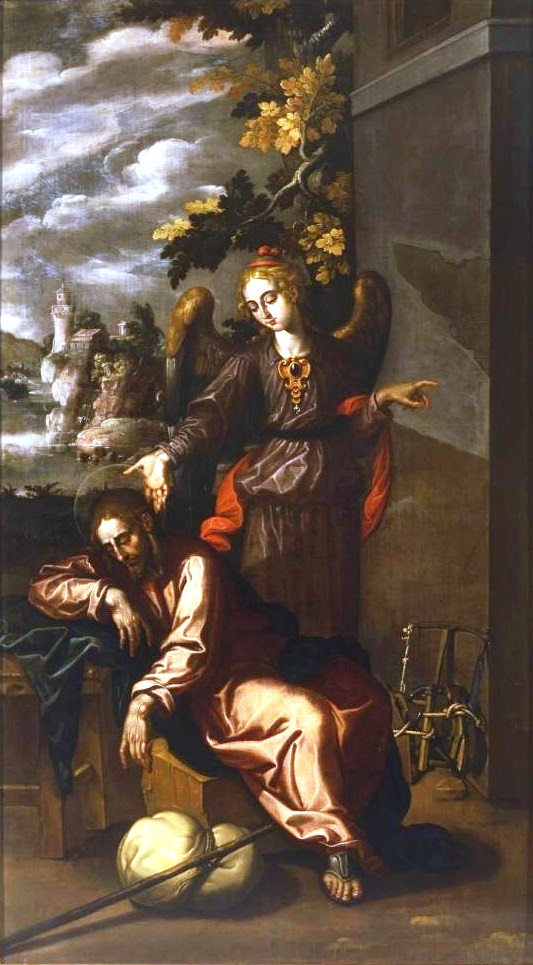
Dream of Saint Joseph (circa 1617 – 1620)
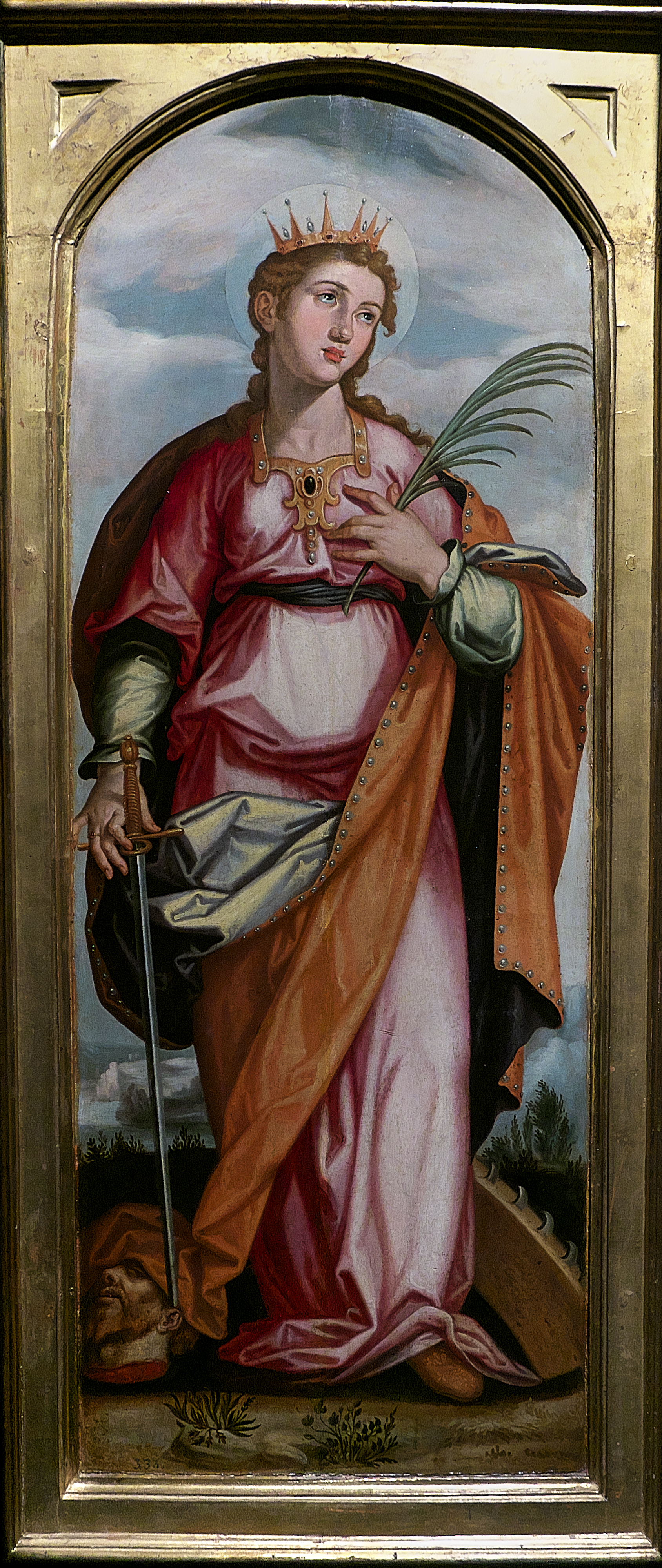
Santa Catalina (Saint Katherine)
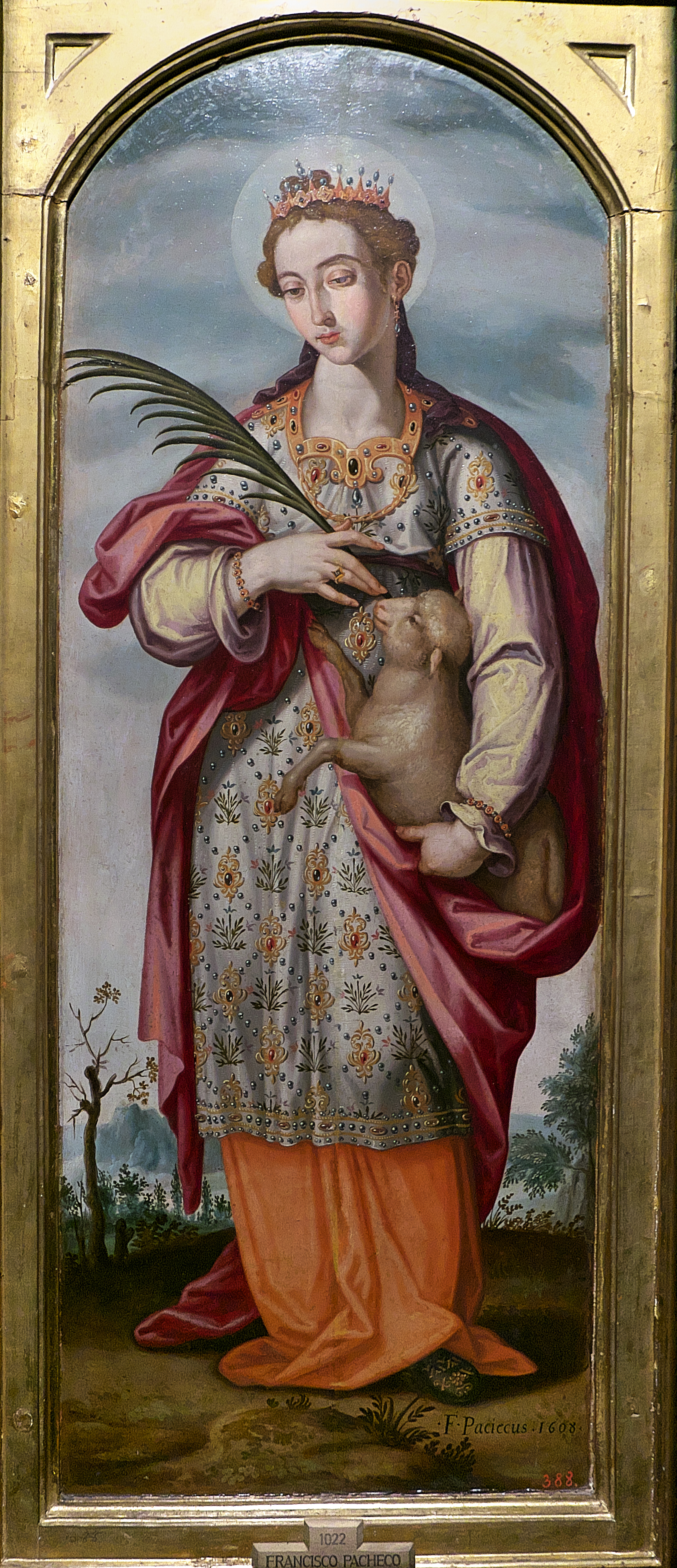
Santa Inés (Saint Agnes)
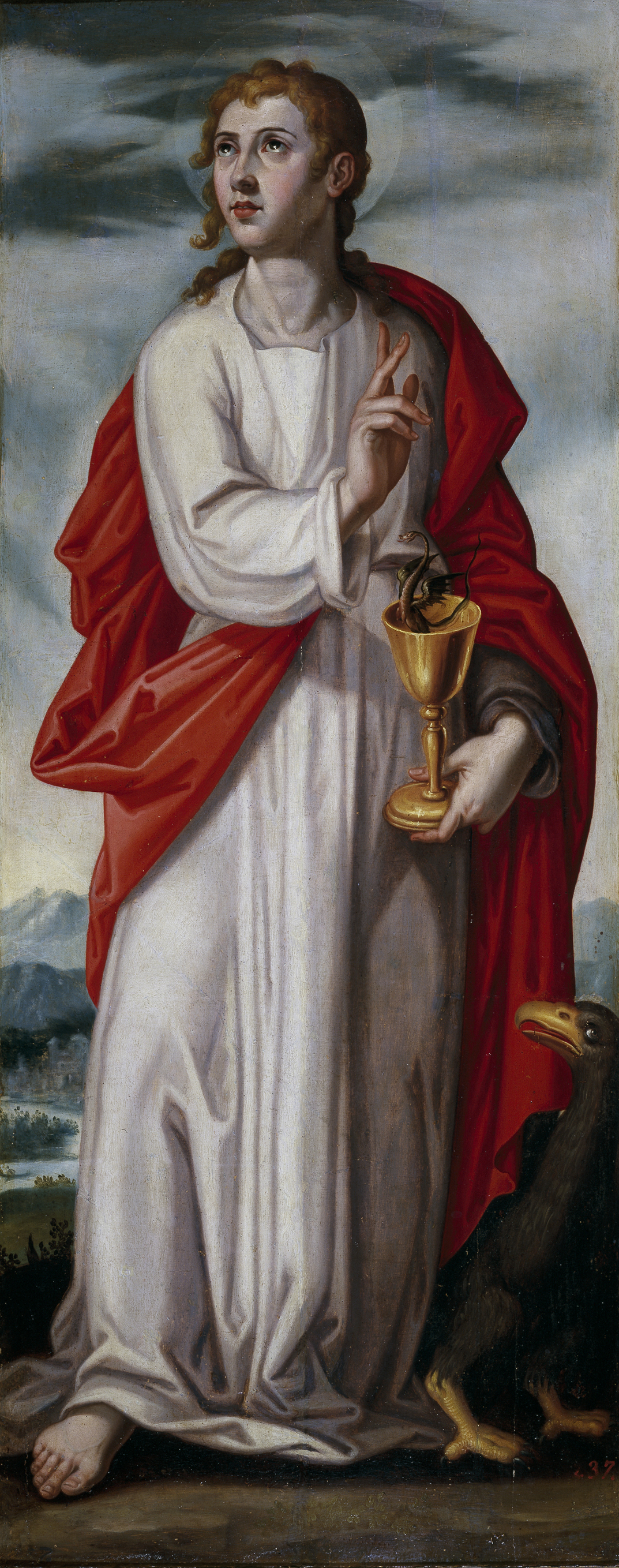
San Juan Evangelista (Saint John the Evangelist)
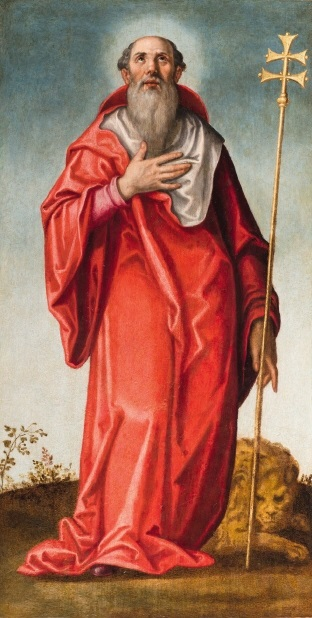
San Jerónimo (Saint Geronimo)